# Garbacz (Krzeszowskie Wzgórza)
Garbacz (niem. Seidelberg, 596 m n.p.m.) – dwuwierzchołkowy szczyt 596 i 594 m n.p.m. u wschodniego podnóża Krzeszowskich Wzgórz.

## Położenie
Szczyt wyrasta na zachód od Grzęd Górnych, a na wschód od Przełęczy Żłób.

## Budowa geologiczna
Wzniesienie zbudowane jest z permskich zlepieńców porfirowych, ku wschodzie przechodzących w iłowce i mułowce.

## Roślinność
Wzgórze jest odsłonięte, pokryte łąkami, przez które prowadzą liczne drogi polne, między innymi jedna z wyraźniejszych przekracza wykopem siodełko rozdzielające oba wierzchołki. Niżej rosną niewielkie zagajniki.